# 贾格迪什·钱德拉·博斯
贾格迪什·钱德拉·博斯爵士，CSI，CIE，FRS（孟加拉語：、Jôgodish Chôndro Boshu，1858年11月30日—1937年11月23日）是一位孟加拉物理学家、生物学家、生物物理学家、植物学家、考古学家和科幻小说作家。

## 生平
他率先研究无线电和微波光学，对植物学也作出了突出贡献，奠定了印度次大陆实验科学的基础。IEEE将他列为无线电之父之一。他还被认为是孟加拉科幻小说之父。他还是印度次大陆上首位获得美国专利（1904年）的人。